# ITAR
ITAR(International Traffic in Arms Regulations)는 미국 정부 규정으로 국방 관련 미 군수품 목록에 대한 수출입을 제어하는 것으로 미 수출 제한 법안 22장에 근거를 둔다. 

## 역사
AECA와 ITAR은 1976년 냉전 기간 중에 구소련과 더불어 제정되었다.

## 같이 보기
- 국방안보협력국